# 李錫恩
李錫恩（1897年12月16日—1979年1月9日），字綸三。吉林省舒蘭縣人。民國37年（1948年）在吉林省選區當選第一屆立法委員。

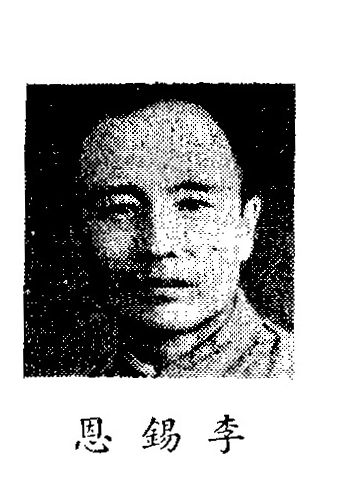
出席制憲國民大會代表時

## 生平[1][2][3]
- 北京大學畢業
- 柏林大學畢業
- 吉林法政專門學校校長
- 吉林省立大學文法學院院長
- 國立東北中山中學校長
- 國民參政會參政員
- 制憲國民大會代表
- 民國68年1月9日病故[4]